# Goerodes diehli
Goerodes diehli är en nattsländeart som beskrevs av Weaver 1989. Goerodes diehli ingår i släktet Goerodes och familjen kantrörsnattsländor. Inga underarter finns listade i Catalogue of Life.